# Brute Force (jeu vidéo)
Pour les articles homonymes, voir Brute Force.
Brute Force est un jeu vidéo pour Xbox développé par Digital Anvil, une filiale de Microsoft puis édité par la compagnie mère. C'est un jeu de tir à la troisième personne qui permet de contrôler une escouade de quatre personnes, chacune spécialisée dans une discipline. L'équipe comprend un tireur d'élite (Flint), un soldat d'assaut (Brutus), un spécialiste des armes lourdes (Tex) et un espion (Hawk).

## Synopsis
En 2340, le recrutement et la formation de soldat ont été rendus caduques par les technologies du clonage.

## Système de jeu
L'histoire se déroule dans un univers de science-fiction où les techniques de clonage sont maîtrisées. Le film À l'aube du sixième jour (2000) traite de cette même problématique.
Le joueur dirige des guerriers tous spécialisés dans un domaine bien particulier: tireur d'élite, camouflage, assaut, armes lourdes. Il est possible de changer de personnage à tout moment suivant les différentes situations proposées par le jeu.
Brute Force est jouable à 8 grâce à un câble Ethernet croisé, et est compatible avec le Xbox Live. Le jeu n'est pas jouable en ligne directement mais permet de télécharger du contenu supplémentaire pour le jeu (nouvelles cartes de jeu, nouvelles armes, etc.).